# Fehrfeld

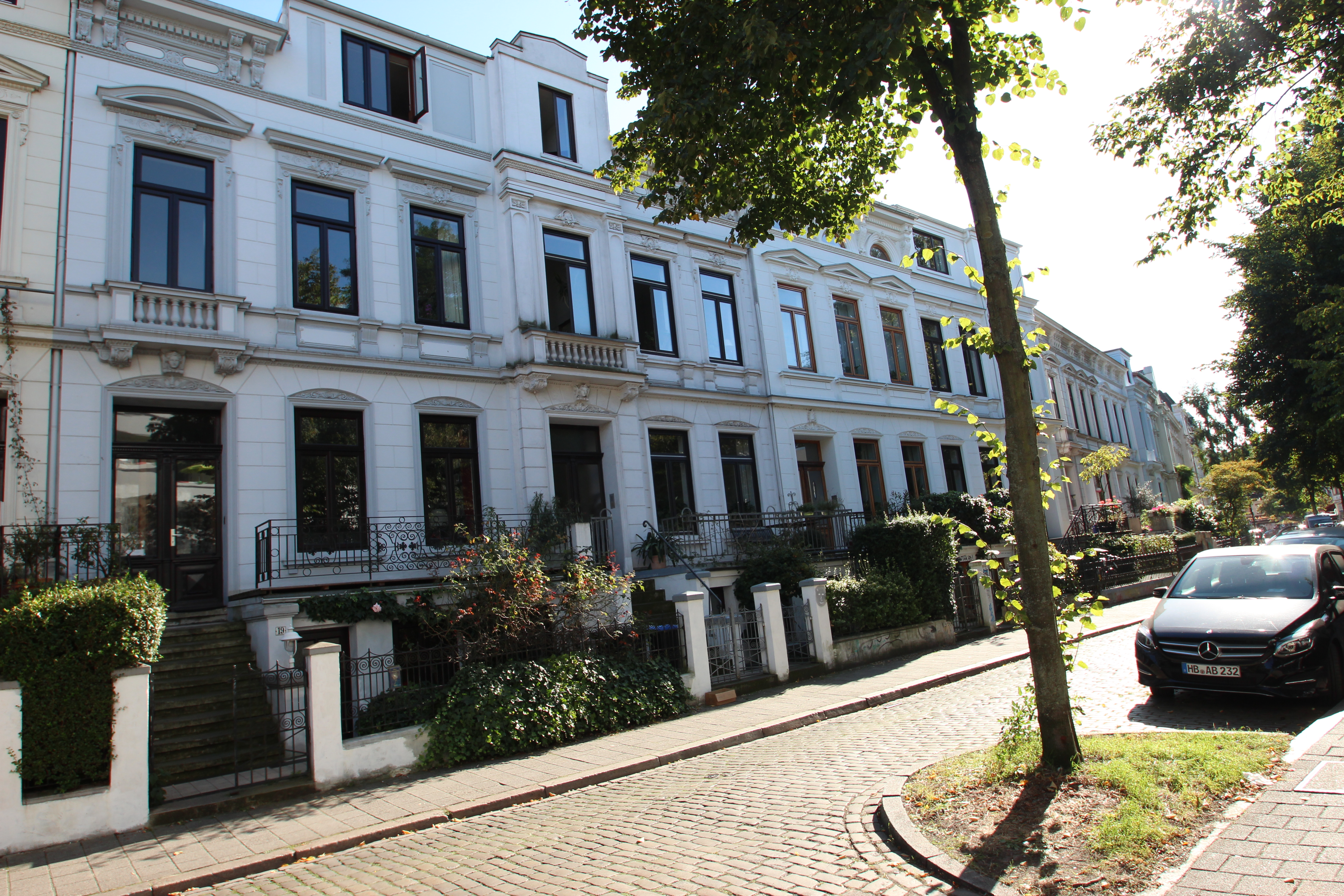
Die Wohnhausgruppe von Nr. 19 in Richtung Nr. 5

Die Straße Fehrfeld ist eine kurze Straße  in Bremen, Stadtteil Östliche Vorstadt, Ortsteil Steintor. Sie führt in Süd-Nord-Richtung von der Straße Vor dem Steintor zur Humboldtstraße. Die 1873 erbauten Häuser Fehrfeld 5–22 stehen als Wohnhausgruppe Fehrfeld unter Denkmalschutz.

## Geschichte
Die Straße ist der Rest eines alten Weges vom Steintor nach Schwachhausen. Auf einer Karte von 1748 führt die von der Bremer Altstadt durch das Ostertor kommende Straße (heute Ostertorsteinweg) auf einer Brücke über das Gewässer „Dobben“ (ungefähr entlang des heutigen Straßenzugs Am Dobben / Sielwall) und teilt sich danach in zwei Straßen: die rechte (heute Vor dem Steintor) führte nach Hastedt und die linke (heute Fehrfeld) führte nach Schwachhausen. Damit ist die Straße Fehrfeld eine der beiden ältesten Straßen im heutigen Steintorviertel. Die Straße war schon damals bebaut, etwa in ihrer heutigen Länge. Die unbebaute Verlängerung nach Schwachhausen blieb hingegen nicht erhalten, da ihr Verlauf nicht zum fast rechtwinkligen Straßennetz passte, das nach der Zuschüttung des Dobbens 1864 um die Humboldtstraße und die Bismarckstraße angelegt wurde. Erhalten hat sich lediglich der kurze „Ostertorsweg“.
Der Name Fehrfeld entstand vermutlich aus einer alten Flurbezeichnung nach einem fernen Feld in der Pagentorner Feldmark. Die Straße hieß um 1850 „Auf dem Fehrfelde“ und seit um 1870 „Fehrfeld“.

## Wohnhausgruppe Fehrfeld
Die verputzten, dreigeschossigen Wohnhäuser Nr. 5 bis Nr. 22 an der Ostseite der Straße „Fehrfeld“ wurden 1873 in der Epoche des Historismus für eine Mittelschicht erbaut. Die Planer sind nicht bekannt. Die Häuser stehen seit 1979 als Ensemble unter Bremer Denkmalschutz. In Haus Nr. 7 befindet sich das „Haus der Familie Mitte“, eine Einrichtung des Amtes für Soziale Dienste Bremen. Die übrigen Häuser von Nr. 1 bis Nr. 4, Nr. 23 bis Nr. 32 und alle Häuser an der Westseite stehen nicht unter Denkmalschutz.
Der häufig gewählte Häusertyp Bremer Haus wurde in Bremen zwischen der Mitte des 19. Jahrhunderts und den 1930er Jahren errichtet. Typisch ist dabei das Souterrain als Tiefparterre, die tiefe Gebäudeform und der seitliche Eingang.